# ユーリー・メルニチェンコ
ユーリー・メルニチェンコ（カザフ語:Мельниченко, Юрий、ローマ字:Yuriy Melnichenko、1972年6月5日 - ）は、カザフスタンのレスリング選手。1996年アトランタオリンピックレスリンググレコローマンスタイル57kg級の金メダリストである。
メルニチェンコは、2000年シドニーオリンピックでは、予選リーグで1勝もあげることなく敗れ去っている。

## 実績
- オリンピック
  - 1996年アトランタオリンピック　金メダル
- 世界選手権
  - 優勝　1994、1997年
  - 2位　1995、1999年
- アジア大会
  - 優勝　1994年
- アジア選手権
  - 優勝　1996、1997年
  - 2位　1999年